# Les Mauvais bergers
Дурные пастыри, или Жан Руль, или Жан и Мадлена, или Плохие пастухи (фр. Les Mauvais bergers) — трагедия в пяти актах французского писателя Октава Мирбо, ставилась в театре «Ренессанс». Премьера состоялась 15 декабря 1897 года, с Сарой Бернар (Мадлена) и Люсьен Гитри (Жан Руль).
Это история повествует о забастовке рабочих под руководством анархиста Жана Руля. Но забастовщики сталкиваются с непримиримостью хозяина и представителей правительства, которые призывают для подавления забастовки армию. В пятом акте торжествует смерть, не оставляя ни малейшей надежды забастовщикам.

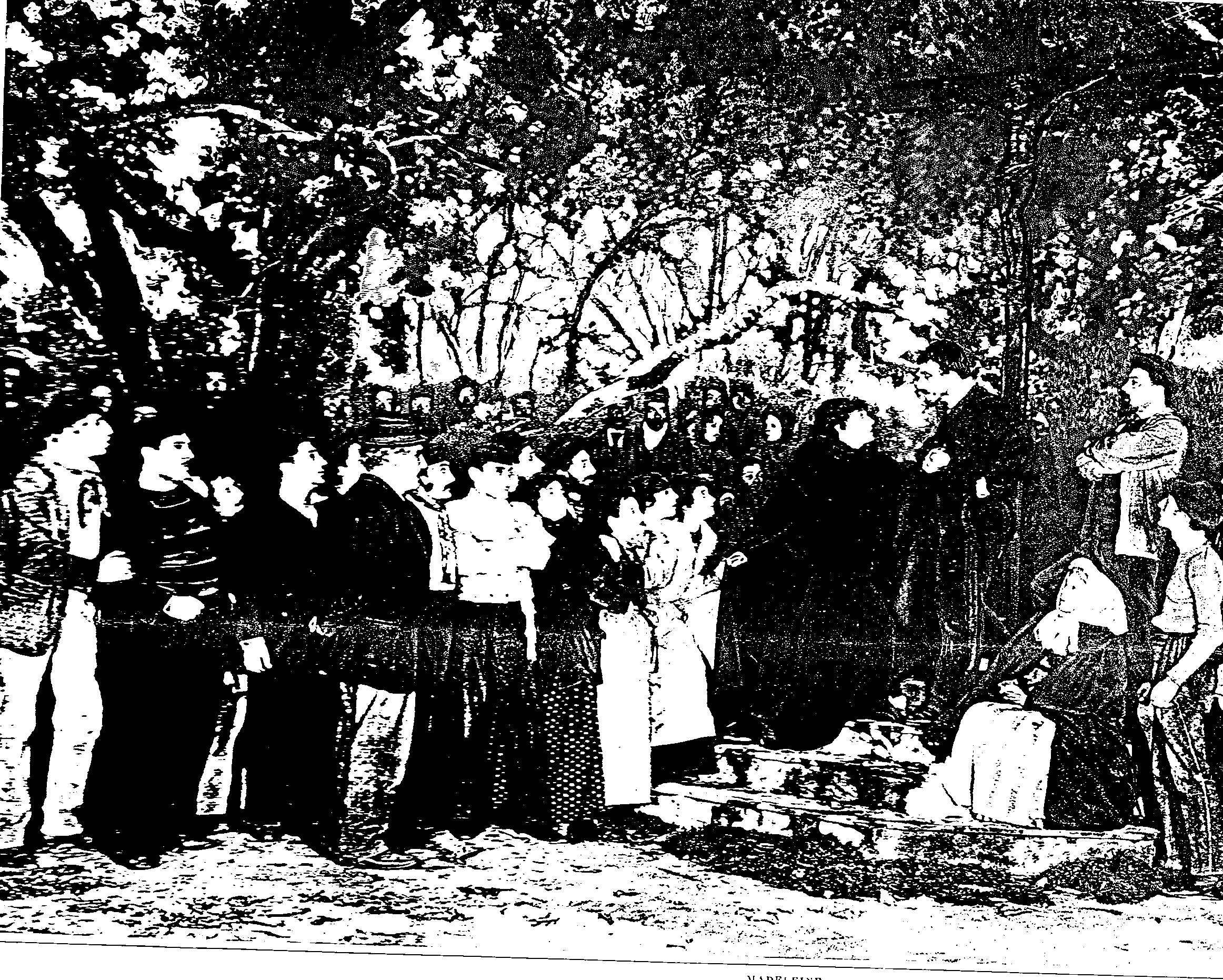
Les Mauvais bergers в театре «Ренессанс»